# 酒井十之丞
酒井 十之丞（さかい じゅうのじょう、文政2年（1819年） - 明治28年（1895年）2月9日）は、日本の江戸時代末期（幕末）から明治の武士（福井藩士）、政治家。諱は忠温、のち直道。通称は彦六、のち十之丞。号は帰耕。

## 経歴
文政2年（1819年）に誕生し、弘化2年（1845年）4月5日に家督を継ぐ。嘉永元年（1848年）、十之丞と改名。側用人から中老となり、中根雪江らと藩主松平慶永・茂昭をたすけ、京都・大阪の地で公武合体運動に活躍する。王政復古後に新政府の参与となったが、しばらくして辞職する。明治28年（1895年）2月に死去。享年77。墓所は福井市の運正寺。